# Yae no Sakura
Yae no Sakura (八重の桜 lit. El sakura de Yae?) es una serie histórica japonesa transmitida entre el 6 de enero y el 15 de diciembre de 2013 por NHK. La historia se centra en Niijima Yae, interpretada por la actriz Haruka Ayase. Yae cree firmemente en los derechos de las mujeres y la serie sigue su viaje por Japón, durante una época en la que el país se abrió a las ideas occidentales.

## Argumento
Yae no Sakura narra la historia de Niijima Yae, también conocida como Yamamoto Yaeko, quien nació en el dominio de Aizu a finales del período Edo. Experta en artillería, ayudó a defender Aizu durante la Guerra Boshin, ganándose el apodo de la "Juana de Arco Bakumatsu." Después de la guerra, se casó con el educador Joseph Hardy Neesima y se convirtió en cristiana, ayudando a Neesima a fundar la Universidad de Doshisha.

## Reparto
- Haruka Ayase como Niijima Yae.
  - Rio Suzuki como Joven Yae.

Su familia
- Hiroki Hasegawa como Kawasaki Shōnosuke.
- Joe Odagiri como Joseph Hardy Neesima.
- Hidetoshi Nishijima como Yamamoto Kakuma.
- Jun Fubuki como Yamamoto Saku.
- Yutaka Matsushige como Yamamoto Gonpachi.
- Kyōko Hasegawa como Higuchi Ura.
- Mitsuki Tanimura como Oda Tokie.
- Masahiro Tōda como Tokuzō.

Dominio de Aizu
- Gō Ayano como Matsudaira Katamori.
- Izumi Inamori como Matsudaira Teru.
- Toshiyuki Nishida como Saigō Tanomo.
- Ayame Gōriki como Hinata Yuki.
- Meisa Kuroki como Nakano Takeko.
- Takumi Saitō como Jinbō Shuri.
- Masane Tsukayama como Jinbō Kuranosuke.
- Tetsuji Tamayama como Yamakawa Hiroshi.
- Mikako Ichikawa como Yamakawa Futaba.
- Ryō Katsuji como Yamakawa Kenjirō.
- Kumiko Akiyoshi como Yamakawa En.
- Kiko Mizuhara como Ōyama Sutematsu.
- Morio Kazama como Hayashi Yasusada.
- Hiroyuki Ikeuchi como Kajiwara Heima.
- Shidō Nakamura como Sagawa Kanbei.
- Shingo Yanagisawa como Kayano Gonbei.
- Shihori Kanjiya como Fujita Tokio.
- Junko Miyashita como Takagi Sumie.

Shogunato Tokugawa
- Kotaro Koizumi como Tokugawa Yoshinobu.
- Takaaki Enoki como Ii Naosuke.

Shinsengumi
- Yū Kamio como Kondō Isami.
- Jun Murakami como Hijikata Toshizō.
- Kenji Furuya como Saitō Hajime.

Gobierno Meiji
- Katsuhisa Namase como Katsu Kaishū.
- Mitsuhiro Oikawa como Kido Takayoshi.
- Kazuki Kosakai como Iwakura Tomomi.
- Satoshi Tokushige como Ōkubo Toshimichi.
- Masaya Katō como Itagaki Taisuke.
- Takashi Sorimachi como Ōyama Iwao.
- Eisuke Sasai como Sanjō Sanetomi.
- Toranosuke Katō como Itō Hirobumi.
- Manabu Inō como Yamagata Aritomo.

Dominio de Chōshū
- Shun Oguri como Yoshida Shōin.
- Takamasa Suga como Kusaka Genzui.

Dominio de Satsuma
- Kōji Kikkawa como Saigō Takamori.
- Yōichi Hayashi como Shimazu Nariakira.

Otros
- Hiroaki Murakami como Matsudaira Yoshinaga.
- Eiji Okuda como Sakuma Shōzan.
- Gōrō Ibuki como Tokugawa Nariaki.
- Kyūsaku Shimada como Maki Yasuomi.
- Hiroki Matsukata como Ōgakiya Seihachi.
- Eric Bossick como Carl Wilhelm Heinrich Lehmann.
- Mayuko Kawakita como Tsuda Umeko.
- Ichikawa Somegorō VII como Kōmei Tennō.
- Kenji Masaki como Sakamoto Ryōma.

## Recepción
En 2014, la serie fue nominada al Premio Emmy Internacional a la mejor serie dramática.